# Internazionali d'Italia 1953
Gli Internazionali d'Italia 1953 sono stati un torneo di tennis giocato sulla terra rossa. È stata la 10ª edizione degli Internazionali d'Italia. Sia il torneo maschile sia quello femminile si sono giocati al Foro Italico di Roma in Italia.

## Campioni

### Singolare maschile
Jaroslav Drobný ha battuto in finale  Lew Hoad con il punteggio di 6–2, 6–1, 6–2

### Singolare femminile
Doris Hart  ha battuto in finale  Maureen Connolly con il punteggio di 4–6, 9–7, 6–3

### Doppio maschile
Lew Hoad /  Ken Rosewall  hanno battuto in finale   Jaroslav Drobný /  Budge Patty con il punteggio di 6–2, 6–4, 6–2

### Doppio femminile
Maureen Connolly /  Julia Sampson  hanno battuto in finale  Shirley Fry /  Doris Hart  6–8, 6–4, 6–4

### Doppio misto
Doris Hart /  Vic Seixas  hanno battuto in finale  Maureen Connolly /  Mervyn Rose  6–4, 6–4